# ديفيد واتسون (راقص)
ديفيد واتسون (بالسويدية: David Watson)‏ هو راقص سويدي، ولد في 19 ديسمبر 1968.